# پرویز محمود
پرویز محمود (۱۲۸۸ – ۱۳۷۵) رهبر ارکستر و آهنگساز اهل ایران بود. وی ارکستر سمفونیک تهران را به فرم مدرن آن شکل داد و آثاری برای ارکستر سمفونیک با الهام از موسیقی ایرانی آفرید که از این بابت از پیشگامان موسیقی سمفونیک ایرانی به‌شمار می‌رود.

## زندگی هنری
پرویز محمود در سال ۱۲۸۸ در تهران متولد شد. پدر او محمود پهلوی، نویسنده کتاب «روابط تاریخی ایران و انگلستان» بود. پس از به قدرت رسیدن رضا شاه و انحصاری شدن نام خانوادگی «پهلوی» در ایران، محمود را مجبور به تغییر نام خانوادگی خود کردند و او از همان نام کوچک به عنوان نام خانوادگی استفاده کرد. پرویز از ۱۸ سالگی، برای تحصیل موسیقی به اروپا رفت و در کنسرواتوار سلطنتی بروکسل به فراگیری نواختن ویلن، آهنگسازی و رهبری ارکستر پرداخت. او در سال ۱۳۱۸ همزمان با اشغال نظامی بلژیک توسط آلمان در زمان جنگ جهانی، به ایران بازگشت.

## فعالیت هنری
پرویز محمود، پس از بازگشت به ایران در سال ۱۳۱۸، به تدریس در هنرستان عالی موسیقی و آموزش آهنگسازی و رهبری ارکستر مشغول شد. در سال ۱۳۲۰ ارکستر هنرستان را احیا و رهبری آن را در دست گرفت. در سال ۱۳۲۲ به دلیل اختلافاتی که با علینقی وزیری (رئیس هنرستان) پیدا کرد، ار رهبری ارکستر هنرستان موسیقی انصراف داد و سرژ خوتسیف جایگزین او شد. پس از آن در سال ۱۳۲۳، پرویز محمود به دلیل علاقه‌ای که به ارکستر داشت، نوازندگان را در منزل پدرش گردهم آورد و ارکستری را تشکیل داد که به هیچ نهاد رسمی وابستگی نداشت. این ارکستر «ارکستر سمفونیک تهران» نام گرفت و کنسرت‌های این ارکستر به رهبری خود او در تهران برگزار شد. در بیشتر این برنامه‌ها، در کنار آثار موسیقی کلاسیک غربی، یک اثر از محمود نیز به اجرا درمی‌آمد که ملهم از موسیقی محلی ایران بوده‌است؛ مانند «فانتزی کُرد» (برای پیانو و ارکستر)، «سوییت مهرگان» و «کنسرتو ویلن» که با تکنوازی روبیک گریگوریان اجرا شد. با تغییر کابینه در سال ۱۳۲۵ پرویز محمود به ریاست هنرستان عالی موسیقی و ادارهٔ موسیقی کشور منصوب شد. تدریس و مدیریت هنرستان عالی موسیقی از ۱۳۲۵ تا ۱۳۲۸ خورشیدی به عهده او بود.

## مهاجرت و سرنوشت آثار
پرویز محمود در سال ۱۳۲۸ به آمریکا مهاجرت کرد. چند سال بعد در دانشگاه ایندیانا به دریافت دکترای موسیقی نایل آمد. موضوع پایان‌نامه او «تئوری موسیقی ایرانی و ارتباط آن با روش غربی» (A Theory of Persian Music and Its Relation to Western Practice) است.
آثار ساخته شدهٔ محمود در ایران همچنان مفقود است. تنها اثر موجود از او یک «کنسرتینو برای ویلن و ارکستر» است که توسط پژمان اکبرزاده در کتابخانه دانشگاه ایندیانا پیدا شد و همان زمان برای ضبط به منوچهر صهبایی در سوییس ارسال شد. «کنسرتینو» کمی بعد با ارکستر فیلارمونیک پلوودیو در بلغارستان ضبط و منتشر شد. نخستین صفحه از دست‌نویس پارتیتور «کنسرتینو» نیز در جلد یکم کتاب «موسیقی‌دانان ایرانی» نوشته پژمان اکبرزاده چاپ شده‌است. غلامحسین قریب گرگانی، تکنواز کلارینت و از دوستان و همکاران نزدیک محمود نیز در نامه‌ای به پژمان اکبرزاده، دلیل مهاجرت پرویز محمود به آمریکا را «فقر واقعی هنر و به ویژه موسیقی سمفونیک در ایران» عنوان کرده‌است.